# Cecidomyia amoena
Cecidomyia amoena är en tvåvingeart som först beskrevs av Friedrich Hermann Loew 1850.  Cecidomyia amoena ingår i släktet Cecidomyia och familjen gallmyggor.
Artens utbredningsområde är Polen. Inga underarter finns listade i Catalogue of Life.